# Aramon, Gard
Aramon este o comună în departamentul Gard din sudul Franței. În 2009 avea o populație de 3.810 de locuitori.

## Evoluția populației
| An        | 1975  | 1982  | 1990  | 1999  | 2006  | 2009  |
| --------- | ----- | ----- | ----- | ----- | ----- | ----- |
| Populație | 1.951 | 3.027 | 3.344 | 3.773 | 3.869 | 3.810 |

## Pesonalități născute aici
- Henri Pitot (1695 – 1771), inginer, inventator.